# Thomas Franc
Thomas Franc (ur. 11 października 1988 w Wettingen) – szwajcarski snowboardzista. Nie startował na igrzyskach olimpijskich. Na mistrzostwach świata najlepszy wynik uzyskał na mistrzostwach w Arosa, gdzie zajął 54. miejsce w Big Air. Najlepsze wyniki w Pucharze Świata osiągnął w sezonie 2008/2009, kiedy to zajął 67. miejsce w klasyfikacji generalnej, a w klasyfikacji Big Air był piąty. Jest też wicemistrzem świata juniorów w Big Air z 2007 r.

## Sukcesy

### Mistrzostwa Świata
| Miejsce | Dzień       | Rok  | Miejscowość | Konkurencja | Zwycięzca      |
| ------- | ----------- | ---- | ----------- | ----------- | -------------- |
| 54.     | 19 stycznia | 2007 | Arosa       | Big Air     | Mathieu Crepel |

### Puchar Świata

#### Miejsca w klasyfikacji generalnej
- 2005/2006 - 125.
- 2006/2007 - 97.
- 2008/2009 - 67.
- 2009/2010 - 96.

#### Miejsca na podium
1. Moskwa – 7 marca 2009 (Big Air) - 2. miejsce